# フェルナンド・ラパリーニ
- フェルナンド・ラパッリーニ

フェルナンド・アンドレス・ラパリーニ（西: Fernando Andrés Rapallini、1978年4月28日 - ）は、アルゼンチン・ラプラタ出身のサッカー審判員。UEFA欧州選手権 (EURO) において、南米サッカー連盟 (CONMEBOL) から派遣されて審判を務めた初めての人物である。

## 審判としてのキャリア
2006年からプリメーラB・ナシオナルで主審を務め、2011年6月19日に行われたゴドイ・クルス対オール・ボーイズ戦でプリメーラ・ディビシオンでの初主審を担当。アルゼンチン国内では、2013年・2018年のスーペルコパ・アルヘンティーナ、 2017年のコパ・アルヘンティーナ決勝、2019年のトロフェオ・デ・カンペオネス・デ・ラ・スーペルリーガなど、数多くの大会で決勝の主審を担当した。
2014年からはCONMEBOLを通じて国際サッカー連盟 (FIFA) に国際審判員として登録され、2015年6月5日に行われたチリ対エルサルバドルの国際親善試合が初の国際Aマッチ担当となった。レコパ・スダメリカーナでは2015年大会（サン・ロレンソ対リーベル・プレート）では第2戦の第4審を、2020年大会（フラメンゴ対インデペンディエンテ）では第2戦の主審を担当。また、コパ・リベルタドーレス2020決勝・パルメイラス対サントス戦ではアシスタント・ビデオ・アシスタント・レフェリーを担当した。また、コパ・アメリカ2019の主審も担当している。
育成年代の国際大会では、南米U-17選手権は2015年パラグアイ大会 2017年チリ大会の主審を担当。また、2019年にはチリで開催された2019 南米ユース選手権で主審を担当したほか、ポーランドで開催された2019 FIFA U-20ワールドカップでも審判団の一人に名を連ねた。
2021年4月21日、南米サッカー連盟 (CONMEBOL) と欧州サッカー連盟 (UEFA) との審判交換プログラムの一環として、2021年6月と7月にヨーロッパ全土で開催されたUEFA EURO 2020の審判員に選ばれた。CONMEBOLの審判がUEFA欧州選手権の審判に選ばれたのはこれが初めてであった。グループステージでは、2021年6月17日に行われたグループC・ウクライナ対北マケドニア戦（ブカレスト / アレーナ・ナツィオナラ）、6月22日に行われたグループD・クロアチア対スコットランド戦（グラスゴー / ハムデン・パーク）、および6月28日に行われたラウンド16・フランス対スイス戦（ブカレスト / アレーナ・ナツィオナラ）の合計3試合を担当した。